# Juan Bernat
Juan Bernat Velasco (n. 1 martie 1993, Cullera⁠(d), Comunitatea Valenciană, Spania) este un fotbalist spaniol, care joacă pe post de fundaș lateral sau mijlocaș lateral la Getafe în La Liga. Pe plan internațional, are prezențe la națională pentru Spania U-16⁠(d), Spania U17⁠(d), Spania U-19⁠(d), Spania U-20⁠(d), Spania U-21 și Spania.

## Carieră

### Valencia
Născut în Cullera, Comunitatea Valenciană, Bernat a fost un produs al sistemului de tineret al Valencia CF. Și-a făcut debutul la numai 17 ani, apărând cu rezervele în Tercera División și ajutându-i să revină în Segunda División B; el fost adus în echipa principală în 2011, marcând într-o victorie cu 3-0 în deplasare împotriva lui Sporting Clube de Portugal, și a câștigat un contract profesionist până în 2015, la scurt timp după.
Bernat și-a făcut debutul cu prima echipă, într-o victorie cu 4–3 la domiciliu împotriva lui Racing de Santander, pe 27 august 2011.

### Bayern München
Pe 7 iulie 2014, Bernat a semnat cu Bayern München pentru un contract pe cinci ani. Și-a făcut debutul pe 13 august, într-o înfrângere cu 0-2 cu Borussia Dortmund în DFL-Supercup.

### PSG
La 31 august 2018, Bernat s-a alăturat lui Paris Saint-Germain F.C. pe o perioadă de trei ani, înlocuind compatriotul său, Yuri Berchiche, care plecase la Athletic Bilbao.

## Statistici
La meciul jucat pe 11 martie 2020.
| Club             | Sezon         | Campionat          | Campionat | Campionat | Cupă    | Cupă   | Continental | Continental | Altele  | Altele | Total   | Total  |
| Club             | Sezon         | Division           | Meciuri   | Goluri    | Meciuri | Goluri | Meciuri     | Goluri      | Meciuri | Goluri | Meciuri | Goluri |
| ---------------- | ------------- | ------------------ | --------- | --------- | ------- | ------ | ----------- | ----------- | ------- | ------ | ------- | ------ |
| Valencia B       | 2011–12       | Segunda División B | 24        | 7         | 0       | 0      | 0           | 0           | —       | —      | 24      | 7      |
| Valencia B       | Total         | Total              | 24        | 7         | 0       | 0      | 0           | 0           | —       | —      | 24      | 7      |
| Valencia         | 2011–12       | La Liga            | 7         | 0         | 1       | 0      | 2           | 0           | —       | —      | 10      | 0      |
| Valencia         | 2012–13       | La Liga            | 12        | 0         | 3       | 1      | 0           | 0           | —       | —      | 15      | 1      |
| Valencia         | 2013–14       | La Liga            | 32        | 1         | 4       | 0      | 13          | 1           | —       | —      | 49      | 2      |
| Valencia         | Total         | Total              | 51        | 1         | 8       | 1      | 15          | 1           | —       | —      | 74      | 3      |
| Bayern München   | 2014–15       | Bundesliga         | 31        | 1         | 5       | 0      | 12          | 0           | 1       | 0      | 49      | 1      |
| Bayern München   | 2015–16       | Bundesliga         | 16        | 0         | 3       | 0      | 8           | 0           | 0       | 0      | 27      | 0      |
| Bayern München   | 2016–17       | Bundesliga         | 18        | 2         | 3       | 0      | 4           | 2           | 1       | 0      | 26      | 4      |
| Bayern München   | 2017–18       | Bundesliga         | 11        | 0         | 0       | 0      | 1           | 0           | 0       | 0      | 12      | 0      |
| Bayern München   | Total         | Total              | 76        | 3         | 11      | 0      | 26          | 2           | 2       | 0      | 114     | 5      |
| Paris St-Germain | 2018–19       | Ligue 1            | 25        | 1         | 6       | 0      | 8           | 3           | 0       | 0      | 39      | 4      |
| Paris St-Germain | 2019–20       | Ligue 1            | 18        | 0         | 3       | 0      | 7           | 1           | 1       | 0      | 29      | 1      |
| Paris St-Germain | Total         | Total              | 43        | 1         | 9       | 0      | 15          | 4           | 1       | 0      | 68      | 5      |
| Total carieră    | Total carieră | Total carieră      | 170       | 5         | 28      | 1      | 55          | 7           | 3       | 0      | 255     | 13     |

1. 1 2  Apariție în DFL-Supercup
2. ↑  Apariții în Trophée des Champions

1. ↑  Include Copa del Rey, DFB-Pokal, Coupe de France și Coupe de la Ligue.
2. ↑  Includes UEFA Champions League and UEFA Europa League.

## Palmares
Bayern München
- Bundesliga: 2014–15, 2015–16, 2016–17, 2017–18
- DFB-Pokal: 2015–16
- DFL-Supercup: 2016, 2018

Paris Saint-Germain
- Ligue 1: 2018–19
- Trophée des Champions: 2019[9]